# مایز لندینگ (نیوجرسی)
مایز لندینگ (به انگلیسی: Mays Landing) یک منطقهٔ مسکونی در ایالات متحده آمریکا است که در شهرستان آتلانتیک، نیوجرسی واقع شده‌است. مایز لندینگ ۴٫۸۸۱ کیلومتر مربع مساحت و ۲٬۱۳۵ نفر جمعیت دارد و ۴ متر بالاتر از سطح دریا واقع شده‌است.